# Пак Ин Бок
Пак Ин Бок, другой вариант — Пак Ин-Бок (15 сентября 1922 года, деревня Нам-Прохоры, Иманский уезд, Приморская губерния, Дальневосточная республика — 7 августа 1972 года) — звеньевой колхоза имени Микояна Нижне-Чирчикского района Ташкентской области, Узбекская ССР. Герой Социалистического Труда (1951).

## Биография
Родился в 1922 году в крестьянской семье в деревне Нам-Прохоры Иманского уезда Приморской губернии.
В 1937 году депортирован на спецпоселение в Ташкентскую область, Узбекская ССР. В 1938 году окончил 6 классов неполной школы в колхозе имени Будённого. С 1939 года — рядовой колхозник в колхозе «Северный маяк» Средне-Чирчикского района, затем — рядовой колхозник в колхозе «Политотдел» Верхне-Чирчикского района (1945—1947), с 1950 года — звеньевой полеводческого звена колхоза имени Микояна Нижне-Чирчикского района.
В 1950 году звено Пак Ин Бока собрало в среднем по 100,4 центнера зеленцового стебля кенафа с каждого гектара на участке площадью 4,3 гектара. Указом Президиума Верховного Совета СССР от 17 июля 1951 года удостоен звания Героя Социалистического Труда с вручением ордена Ленина и золотой медали «Серп и Молот».
В последующие годы — звеньевой колхоза имени Сталина Нижне-Чирчикского района (1951—1953), рядовой колхозник колхоза имени Димитрова Нижне-Чирчикского района (1953—1961), рядовой колхозник колхоза «Коммунизм» Средне-Чирчикского района (1964—1965), рядовой колхозник в колхозе «Полярная звезда» Средне-Чирчикского района (в конце 1960-х годов).
Скончался в августе 1972 года. Похоронен на сельском кладбище села Той-Тобе Уртачирчикского района Ташкентской области.
Награды
- Герой Социалистического Труда
- Орден Ленина
- Орден Трудового Красного Знамени (1950)